# Borden Classic 1984
Il Borden Classic 1984 è stato un torneo di tennis giocato sul cemento. È stata l'11ª edizione del torneo, che fa parte del Virginia Slims World Championship Series 1984. Si è giocato a Tokyo in Giappone, dal 1° al 7 ottobre 1984.

## Campionesse

### Singolare
Etsuko Inoue ha battuto in finale  Beth Herr con il punteggio di 6–0, 6–0

### Doppio
Mercedes Paz /  Ronni Reis hanno battuto in finale  Emilse Raponi /  Adriana Villagrán con il punteggio di 6–4, 7–5